# Флакон з реагентом

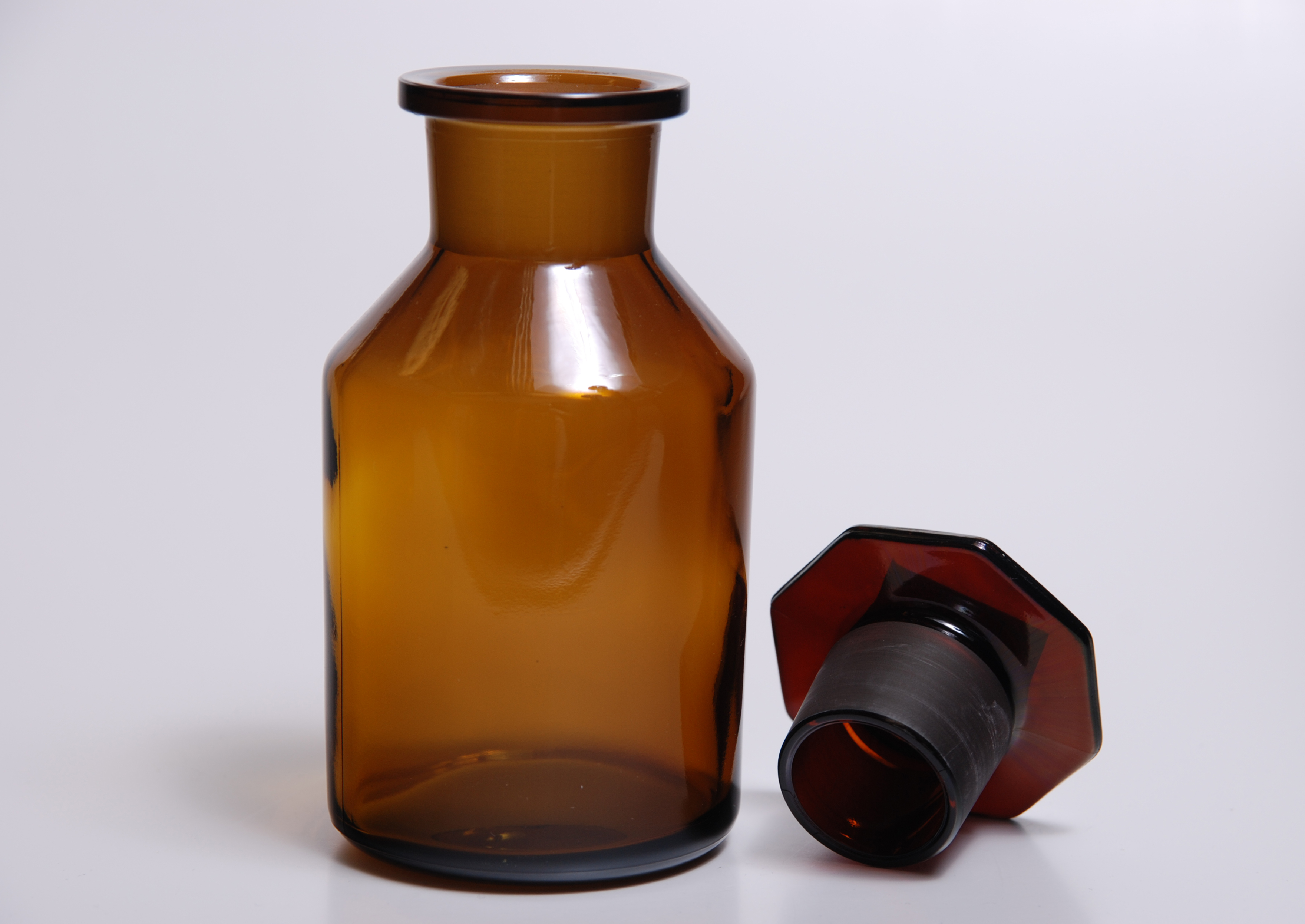
Темна скляна пляшка з притертою пробкою.

Флакони з реагентами, також відомі як пляшки для середовищ або градуйовані пляшки — це ємності зі скла, пластику, боросилікату або подібних матеріалів, закриті спеціальними кришками або пробками. Вони призначені для зберігання хімічних речовин у рідкому або порошкоподібному вигляді в шафах або для лабораторій і зберігання на полицях. Деякі флакони з реагентами є бурштиновими (актинічними), коричневими або червоними для захисту світлочутливих сполук від видимого світла, ультрафіолетового та інфрачервоного випромінювання; інші флакони пофарбовані в синій (кобальтове скло) або ураново-зелений колір для декоративних цілей — переважно протягом століть, коли лікарі або фармацевти були видатними особистостями. Флакони називаються «градуйованими», якщо вони мають маркування на боках, що вказують приблизну (часто з похибкою 10%) кількість рідини на заданому рівні в пляшці. Флакон з реактивами — різновид лабораторного посуду. Термін « реагент » відноситься до речовини, яка є частиною хімічної реакції (або її інгредієнтом ), а «середовище» є формою множини слова « середовище », яке відноситься до рідини або газу, всередині яких відбувається реакція, або це хімічний інструмент обробки, такий як (наприклад) флюс.
Флакони з реагентами виробляються певними компаніями, а саме Wheaton, Kimble, Corning, Schott AG, Sklárny Moravia, а торгові марки скла включають Pyrex, Kimax, Duran, Boro та Bomex.
Зазвичай флакони мають визначені розміри: 100 мл, 250 мл, 500 мл, 1000 мл і 2000 мл. Флакони, виготовлені давніше, особливо для медичного використання та для дорогих хімікатів, можна знайти місткістю менше 100 мл.
Вибір того, чим закриваються флакони з реагентами, тобто ковпачків і пробок, настільки ж важливий, як і матеріал, з якого виготовлені самі флакони, а рішення щодо того, який ковпачок використовувати, залежить від речовини, що зберігається всередині, і кількості тепла, який може витримати ковпачок. Поширені розміри ковпачків включають 33-430 (33 мм), 38-430 (38 мм) і GL 45 (45 мм). Розмір ковпачків варіюється від вузького до широкого, і для того, щоб правильно наповними флакон з реагентом з горловини пляшки більшої або такого ж розміру, зазвичай потрібна скляна або пластикова лійка, щоб належним чином наповнити пляшку. Зазвичай кажуть, що кришки від пляшок з реагентами « автоклавуються ».
Старовинні або вінтажні флакони з реагентами схожі на класичні аптечні флакони та мають скляну пробку, дуже часто нестандартного розміру, тому дуже старі пляшки та зразки слід зберігати обережно, бо заміна відсутньої скляної пробки потребуватиме спеціальної обробки скла.
Флакони з реагентами мають відповідати світовим науковим стандартам і підпадають під певні правила використання.

## Дивіться також
- Бостонська кругла пляшка